# The Funnies
The Funnies war ein US-amerikanisches Magazin des Verlags Dell Publishing, in dem Ende der 1920er Jahre Comic Strips veröffentlicht wurden. Es gilt als Wegbereiter für eigenständige Comichefte und -magazine.
George T. Delacorte Jr. begann 1929, ein Magazin mit dem Namen The Funnies zu produzieren. Das 16-seitige Magazin wurde im Vierfarbdruck auf Zeitungspapier in Tabloid-Format hergestellt und an Zeitungsständen verkauft. Es erschien wöchentlich jeweils samstags in 36 Ausgaben bis 1930.
Unter dem gleichen Namen veröffentlichte Dell Publishing 1936 eine Comicserie, die in 64 Ausgaben erschien.